# 科瓦斯基陨石坑

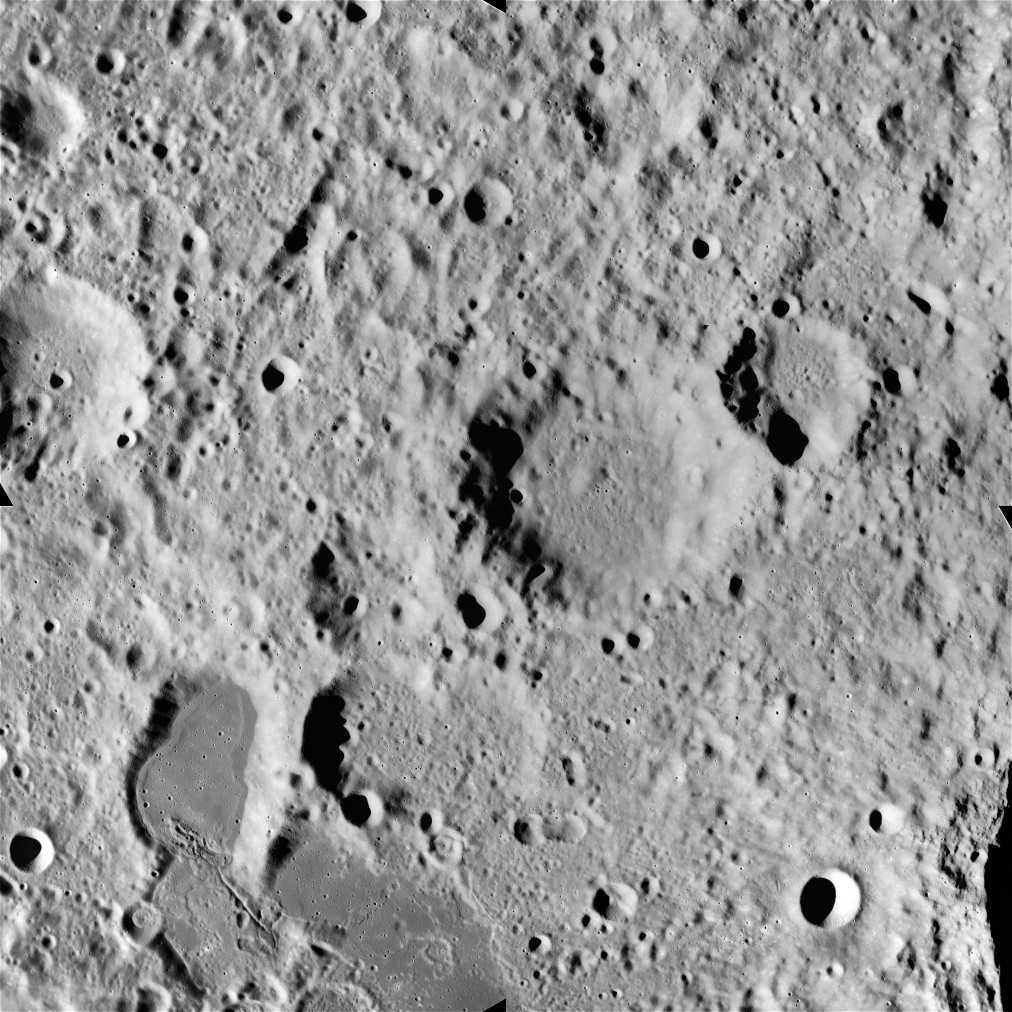
科瓦斯基陨石坑位于图中左侧，右侧是别莱利曼陨石坑，而左下方是修长的鲍迪许陨石坑。阿波罗15号拍摄

科瓦斯基陨石坑(Kovalʹskiy)是月球背面南半球一座古老的大撞击坑，约形成于酒海纪代，其名称取自波兰裔俄罗斯天文学家马里安·阿尔贝托维奇·科瓦尔斯基(Marian Albertovich Kowalski，1821年-1884年)，1970年被国际天文联合会正式批准接受。 

## 描述
该陨坑西侧毗邻居里环形山，西北靠近斯克沃多夫斯卡环形山；巴克伦德环形山和希尔伯特环形山位于它的东北偏北和东北；而东南偏东和东南偏南分别坐落着别莱利曼陨石坑和鲍迪许陨石坑；南面及西南偏南则横亘着提丢斯环形山和劳里森环形山。小月海-独湖坐落在科瓦斯基陨石坑的东南偏南方。该陨坑的中心月面坐标为21°53′S 101°02′E / 21.89°S 101.03°E，直径45.0公里，深度2.3公里。
科瓦斯基陨石坑已被所覆盖的撞击坑严重损毁，其外观几乎与周边崎岖的月表地形难以区别。卫星坑"科瓦斯基 P"横跨在南侧壁上，而"科瓦斯基 B"则切入在东北侧坑壁中，陨坑西北壁也重叠着一座小撞击坑。科瓦斯基陨石坑的坑壁平均高出周边地形1120米，内部容积约有1900公里3。坑内地表凹凸不平，除散布有一些细小的月坑外，无其它典型的地貌特征，卫星坑"科瓦斯基 K"坐落在坑底中央一处高反照率斑块上。
卫星坑"科瓦斯基 Y"位于科瓦斯基陨石坑西北的高反照率陆地区。一束来自该地区的微弱射纹线，直接穿过了科瓦斯基陨石坑并一直伸向东南方。

## 卫星陨石坑
按惯例，最靠近科瓦斯基陨石坑的卫星坑将在月图上以字母标注在该坑的中心点旁。

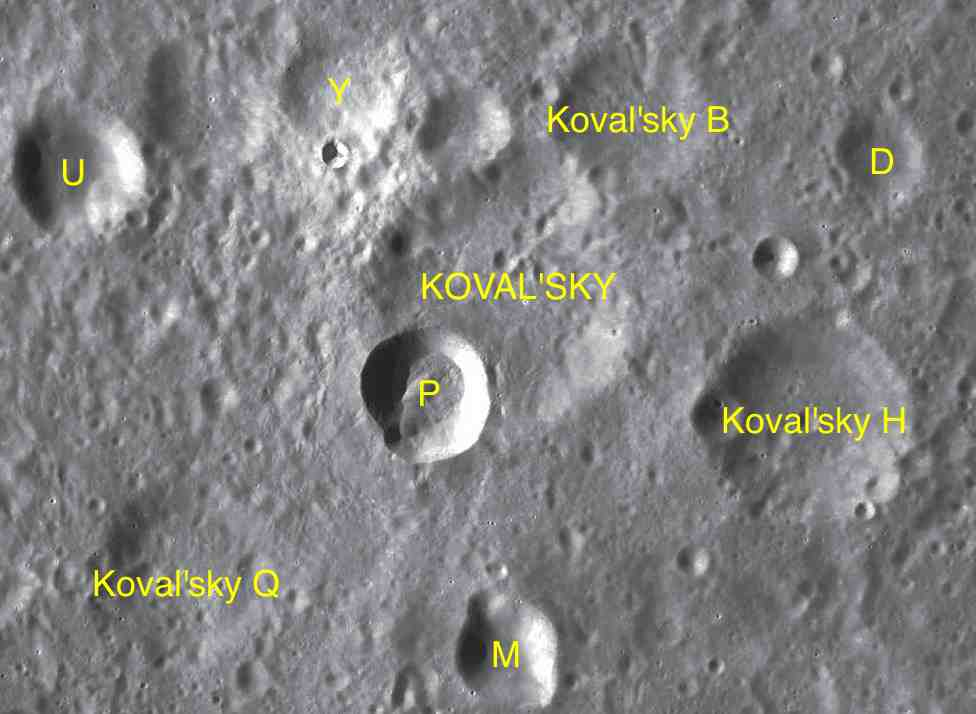
LAC-100 月图

| 科瓦斯基 | 纬度    | 经度     | 直径    |
| -------- | ------- | -------- | ------- |
| B        | 20.8° S | 101.5° E | 28 公里 |
| D        | 20.9° S | 103.0° E | 19 公里 |
| H        | 22.5° S | 102.6° E | 37 公里 |
| M        | 23.8° S | 100.8° E | 18 公里 |
| P        | 22.4° S | 100.3° E | 25 公里 |
| Q        | 23.5° S | 98.7° E  | 35 公里 |
| U        | 21.1° S | 98.1° E  | 25 公里 |
| Y        | 20.8° S | 100.5° E | 19 公里 |

## 另请参阅
- Andersson, L. E.; Whitaker, E. A. . NASA RP-1097. 1982.
- Blue, Jennifer. . USGS. July 25, 2007  [2007-08-05]. （原始内容存档于2012-04-08）.
- Bussey, B.; Spudis, P. . New York: Cambridge University Press. 2004. ISBN 978-0-521-81528-4.
- Cocks, Elijah E.; Cocks, Josiah C. . Tudor Publishers. 1995. ISBN 978-0-936389-27-1.
- McDowell, Jonathan. . Jonathan's Space Report. July 15, 2007  [2007-10-24]. （原始内容存档于2012-05-26）.
- Menzel, D. H.; Minnaert, M.; Levin, B.; Dollfus, A.; Bell, B. . Space Science Reviews. 1971, 12 (2): 136–186. Bibcode:1971SSRv...12..136M. doi:10.1007/BF00171763.
- Moore, Patrick. . Sterling Publishing Co. 2001. ISBN 978-0-304-35469-6.
- Price, Fred W. . Cambridge University Press. 1988. ISBN 978-0-521-33500-3.
- Rükl, Antonín. . Kalmbach Books. 1990. ISBN 978-0-913135-17-4.
- Webb, Rev. T. W.  6th revised. Dover. 1962. ISBN 978-0-486-20917-3.
- Whitaker, Ewen A. . Cambridge University Press. 1999. ISBN 978-0-521-62248-6.
- Wlasuk, Peter T. . Springer. 2000. ISBN 978-1-85233-193-1.